# Hoarda sălbatică
Hoarda sălbatică (titlu original: în engleză The Wild Bunch) este un film american Western epic din 1969 regizat de Sam Peckinpah după un scenariu de Walon Green. Rolurile principale au fost interpretate de actorii William Holden, Ernest Borgnine, Robert Ryan, Edmond O'Brien, Ben Johnson și Warren Oates. A fost nominalizat la Premiul Oscar pentru cea mai bună coloană sonoră.

## Prezentare
Înfățișează o bandă de bandiți în vârstă de la granița dintre Mexic și Statele Unite, care încearcă să se adapteze la lumea modernă în schimbare a anului 1913. Filmul a fost controversat din cauza violenței sale grafice și a portretizării bărbaților cruzi care încearcă să supraviețuiască prin orice mijloace disponibile.

## Distribuție
- William Holden - Pike Bishop
- Ernest Borgnine - Dutch Engstrom
- Robert Ryan - Deke Thornton
- Edmond O'Brien - Freddie Sykes
- Warren Oates - Lyle Gorch
- Jaime Sánchez - Angel
- Ben Johnson - Tector Gorch
- Emilio Fernández - General Mapache
- Strother Martin - Coffer
- L. Q. Jones - T.C.
- Albert Dekker - Pat Harrigan
- Bo Hopkins - Clarence "Crazy" Lee
- Jorge Russek - Major Zamorra
- Alfonso Arau - Lt. Herrera
- Dub Taylor - Wainscoat
- Chano Urueta - Don José
- Elsa Cárdenas - Elsa
- Fernando Wagner - Commander Mohr
- Paul Harper - Ross
- Bill Hart - Jess
- Rayford Barnes - Buck
- Stephen Ferry - Sergeant McHale
- Sonia Amelio - Teresa
- Aurora Clavel - Aurora